# Керамічне мистецтво

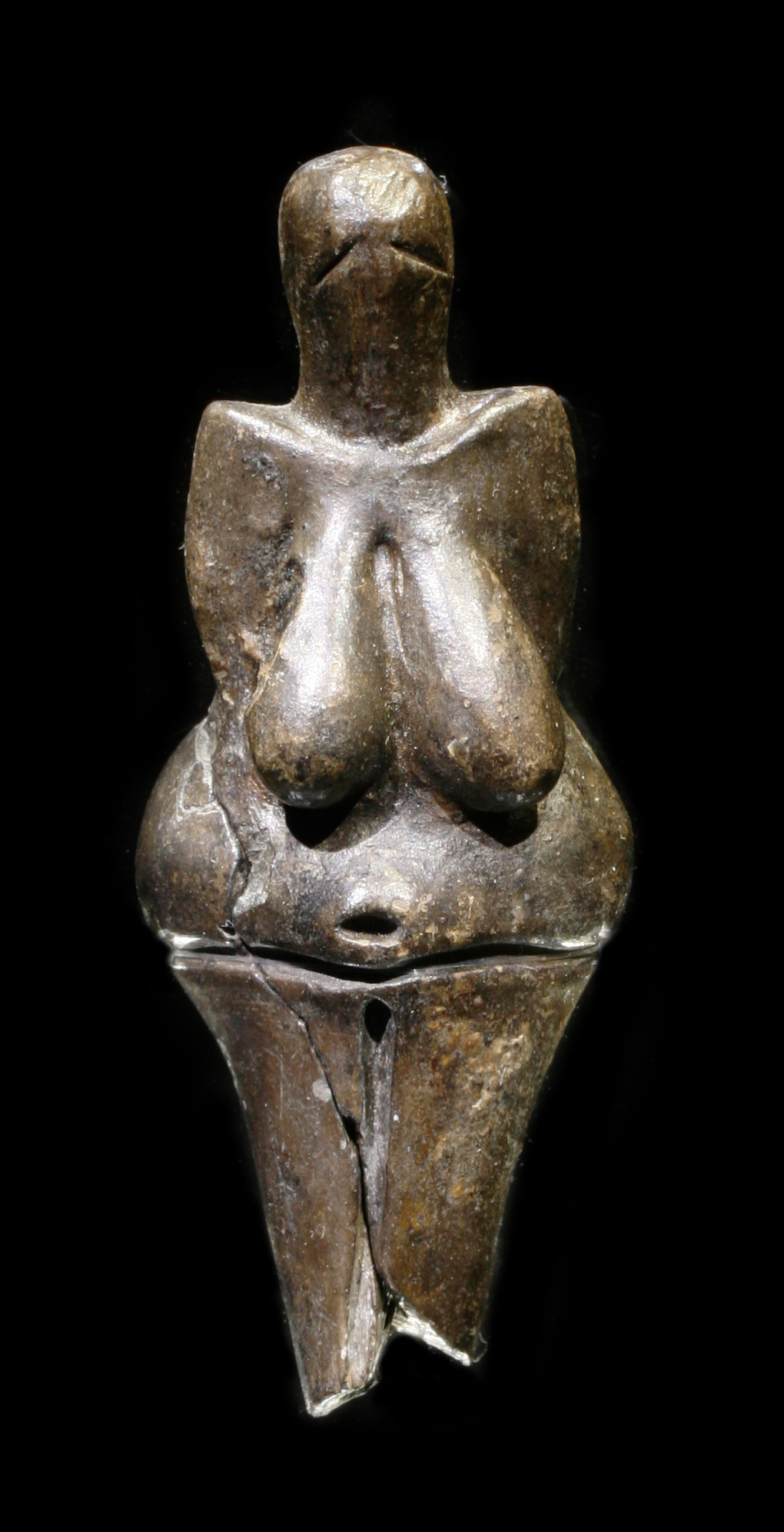
Вестоницька Венера, приблизно до 25,000 до н. е.

Керамі́чне мисте́цтво — виготовлення мистецьких творів з керамічних матеріалів, включаючи глину. Як правило, приймає форми артистичного гончарства, виготовлення посуду, плитки, статуеток та інших скульптур. Керамічне мистецтво є одним з мистецтв, зокрема, образотворчим мистецтвом. Хоча деякі мистецькі твори кераміки вважаються витонченим мистецтвом, як кераміка або скульптура, деякі також можна класифікувати як предмети декоративного, ужиткового або промислового дизайну. Слово "кераміка" походить від грецького keramikos (κεραμικος), що означає "кераміка", що, в свою чергу, походить від керамосу (κεραμος), що означає "гончарська глина"  . Більшість   керамічних виробів  виготовлені з глини (або з глини, змішаної з іншими матеріалами). У сучасному застосуванні керамічної інженерії кераміка - це мистецтво та наука, що виготовляє предмети з неорганічних неметалевих матеріалів під дією теплоти.  
Деякі твори кераміки можуть також бути артефактами археології. Вироби з кераміки іноді називають «мистецьким гончарством».

## Історія керамічного мистецтва
Мистецтво кераміки виникло   ще у пору Неоліту й   розвивається донині.   На стінах єгипетських гробниць збереглися картини із зображенням керамічних ваз. Під час розкопок на острові Крит знайшли   фабрику, на якій тисячі років тому виготовляли чашки, тарілки. Якнайдавнішими божествами кераміки вважалися морські раковини і молюски, корали і восьминоги. Форми судин вазописці вибирали відповідно сюжету. На високих посудинах витягуються в довжину рослини. Квадрати, ромби, прямокутники, круги, лінії, зигзаги заповнюють простір судин всього античного світу. Під час розкопок  Трої не було знайдено ні живопису, ні скульптури. Лише могутні цитаделі та велика кількість кераміки. Кераміка -  базовий матеріал, із якого виготовляють майже все: від  великої плити  — до крихітної підставки. Елементи керамічного мистецтва  - це форма предмета, його оздоблення живописом, різьбленням та іншими методами, а також склопакети, що зустрічаються на кераміці.З давньої Ассирії і Персії виробництво  керамічних виробів   перейшло в Єгипет, а звідти - в Грецію. До нашого часу збереглися розписні грецькі вази з сюжетними композиціями. Східними гончарями були створені люстри - спеціальні покриття для глиняних виробів, які переливаються і блищать. Їх технології поширилися в Іспанію, а потім у Італію. З Італії технологія виготовлення декоративних майолікових виробів поширилась в інші країни Європи.
Давня історія керамічного мистецтва існує   у всіх розвинених культурах. Керамічні предмети - це   художні докази, які залишилися від зниклих культур.   Особливо багата історія розвитку керамічного  мистецтва в   китайській, критській, грецькій, перській, майнській, японській та корейській культурах.  
В усьому світі люди займаються керамікою,   при цьому використовують різні технології і обладнання.

## Українська кераміка
Українська історія творення керамічного посуду має низку сторінок свого розвитку: неолітична, ранньослов’янська, черняхівська, давньоруська та середньовічна епохи. Найвищого розквіту ця галузь на теренах України зазнала у сімнадцятому - вісімнадцятому  століттях.
Спочатку майстри ліпили вироби руками, обліпляли кошики  абощо глиною  товщиною в палець або обкручували спіраллю  з глини, створюючи посуд конусоподібної форми. У IV тисячолітті до н. е. винайшли гончарне коло. Спочатку   було ручне й дуже повільне, а   добу у Середньовіччя з’явився ножний привід, котрий зробив переворот у галузі гончарного мистецтва. Нова  техніка значно підвищила художній рівень  продукції. Посуд, який виробляли на колі, ставав   більш легким і  гармонійним. Майстрам легше вдавалось наносити на посуд  орнаменти. У  Х столітті виробництво глиняного посуду у містах   значно  розвинулось.   Збільшилося  різноманіття видів посуду. 
У XIV ст. посуд був   дешевим і практичним. Оздоблювали його просто.  
Українське гончарство набуло вершини розвитку  у XVII-XVIII століттях. Вироби дуже художньо оздоблювали яскравими багатоколірними розписами з ангобів та емалі. Тоді й сформувалися відомі нам традиції художнього розпису – рослинні та квіткові орнаменти, фігурні візерунки тощо на посуді та кахлях.

### Трипільська кераміка

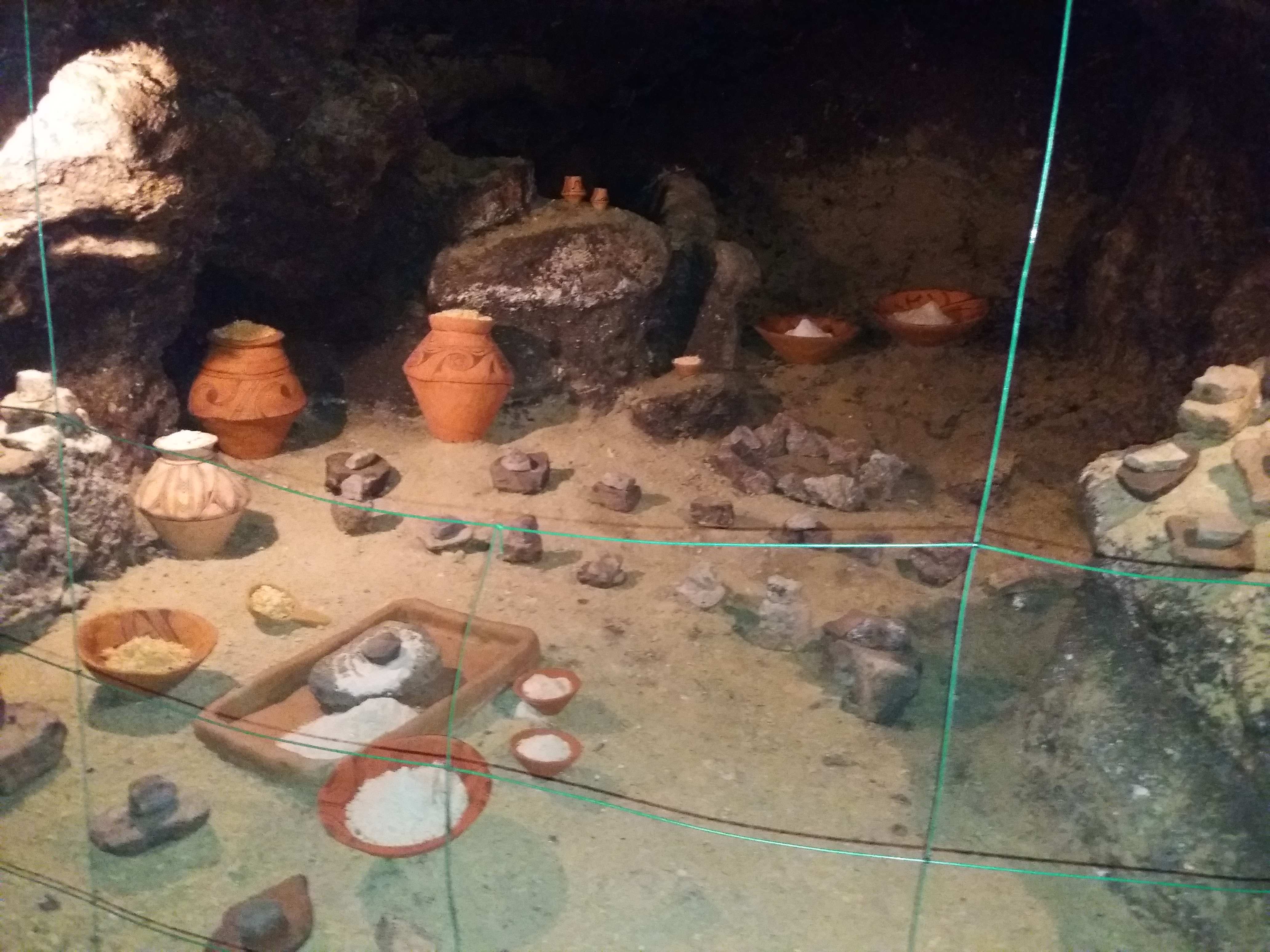
Музей Трипільської культури в печері «Вертеба»

Трипільська культура існувала в період 5400—2700 рр. до н.е. Вона була широко розповсюджена на території України (в основному на Правобережжі), Молдавії і Румунії. Гончарний круг не був відомий трипільським майстрам, але їх виробам властиві різноманітність і витонченість форм. Для розпису глиняного посуду широко застосовувалися мінеральні фарби (біла, жовта, червона і чорна), обпалювали її в спеціальних печах. Часто на кераміку наносився орнамент. Поєднання окремих знаків-символів дозволяло трипільцям записувати в орнамент цілі «тексти». Символіка трипільців налічує понад 300 окремих знаків і блоків.Трипільський орнамент відображає уявлення про природні явища, зміну дня та ночі, пір року,тварин і рослин, скісні потоки дощу і сходи посівів, що охороняються священними собаками. У кожної племінної групи були свої різновиди посуду і традиції її прикраси.

### Осередки гончарного промислу
Виокремлюють кілька  зон за характерними ознаками декору: Придніпров’я, Поділля, Галичина, Полтавщина та Закарпаття.

#### Косівська кераміка

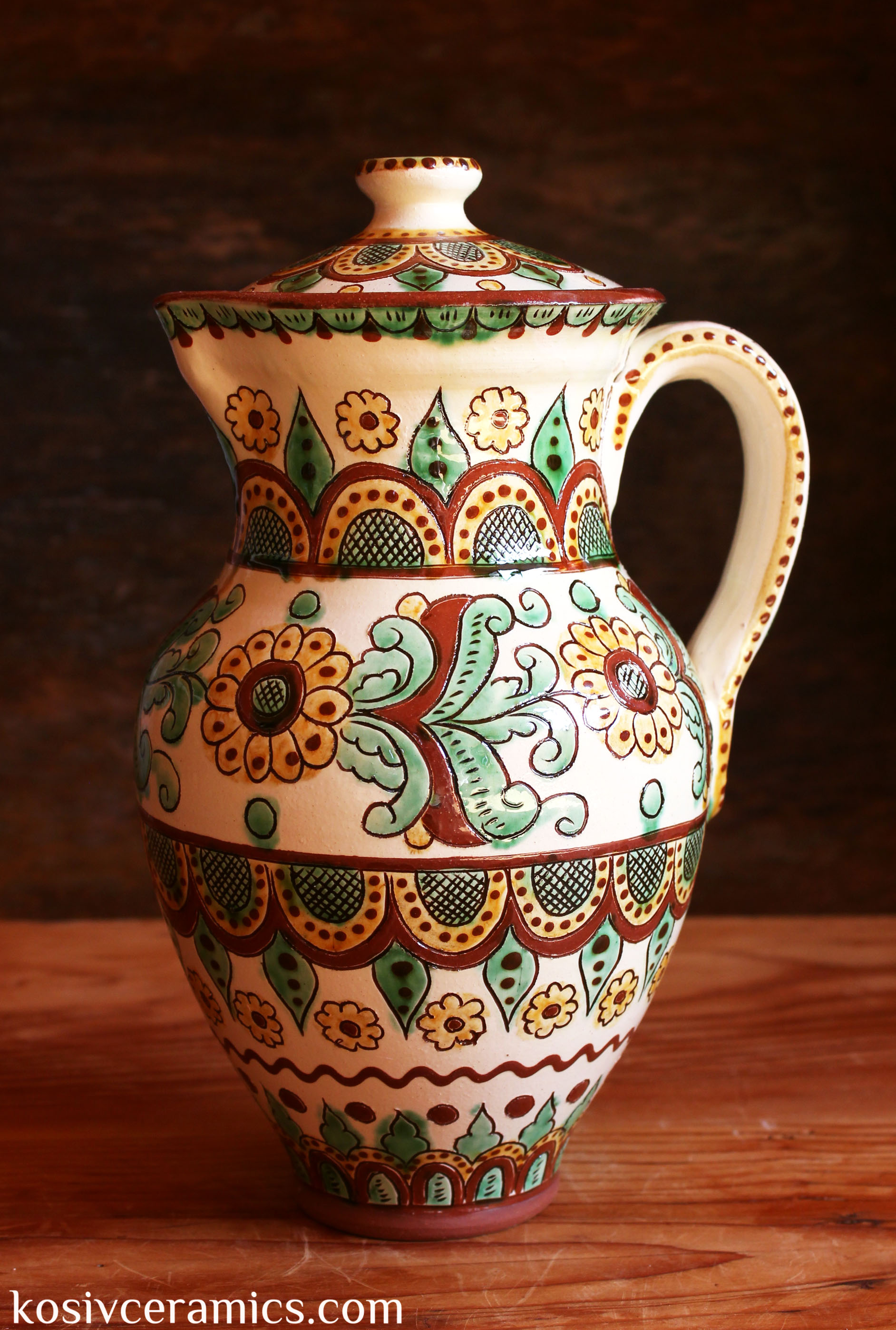
Глечик, косівська кераміка

Як напрямок косівська кераміка сформувалась   у XV столітті завдяки багатим природним покладам глини. Назву отримала  від назви міста Косів Івано-Франківської області. Розвиваючись та вдосконалюючись,  косівська мальована кераміка зберегла свою автентичність.   Місцеві майстри створили унікальні техніку. Крім звичного посуду   наприкінці XVIII століття почали виготовляти предмети ужитково-декоративної кераміки – кахлі та свічники.
Посуд, прикраси, елементи інтер’єру виготовляються за особливою технологією, відрізняються характерними мотивами і кольорами: жовтим, зеленим та коричневим (часом додають синій). Для створення кожного виробу використовується два види глини: коричнево-червонувата для основи та біла, яка служить тлом для малюнків. Особливістю косівської кераміки є «вицарапування» малюнків у техніці сграфіто (техніка декорування керамічних виробів вирізуванням у певних місцях кольорового шару).
Процес виготовлення кераміки проходить у кілька етапів: створення форми, сушка, малювання, перший випал, покриття поливою, другий випал.
У грудні 2019 року косівську мальовану кераміку внесли до списку нематеріальної культурної спадщини ЮНЕСКО.

#### Гаварецька чорнодимлена кераміка

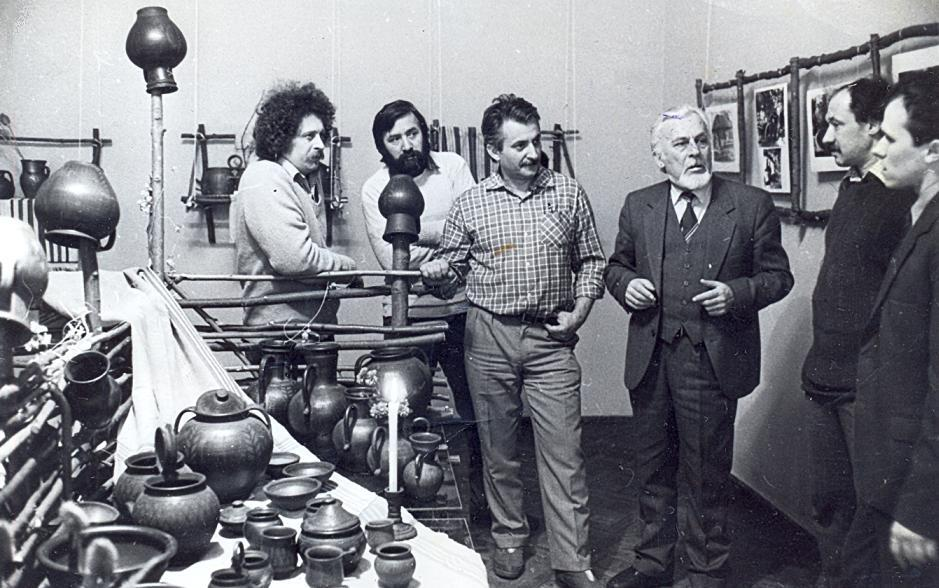
Відкриття виставки гаварецької кераміки

Гаварецька чорнодимлена кераміка як народний промисел виникла  у селі Гавареччина Золочівського району Львівської області. За кольором  керамічні вироби традиційно чорні та темно-сріблясті.
Відома на увесь світ   чорнодимлена кераміка виробляється зі звичайнісінької білої глини. Для створення таких виробів  змішують масну глину з пісною та випалюють. Для досягнення найбільшої міцності,  поєднують якомога більше сортів глини. Сформовані з глини вироби  кілька днів висушують у природних умовах. Після цього горщики, глечики, тарелі іт.д. відправляють у піч для набуття  графітового блиску. Піч заповнюють випущеними буковими та грабовими дровами. Коли глиняні вироби почервоніють у печі, грубу причиняють. Гончарі   швидко закладають  виходи цеглою і засипають ґрунтом. Кераміка задимлюється, коптиться димом  12 годин.

#### Опішнянська кераміка

Опішнянська кераміка

Батьківщина опішнянської кераміки - село Опішне Зіньківського району на Полтавщині. Коріння опішнянської кераміки сягає у ХІХ століття. На початку ХХ століття російський консул у Лондоні повідомляв Зіньківській повітовій земській управі про велику популярність опішнянської кераміки в Англії й  благав збільшити її постачання на європейські ринки. Найбільші музеї Російської імперії, країн Європи та Америки відряджали спеціальні експедиції до Опішного з метою формування власних колекцій. У 1894 році в Опішному відкрито першу в Лівобережній Україні земську зразкову гончарну майстерню, що стала до сьогодні єдиним осередком розвитку гончарного шкільництва в Україні.      
У Опішні виготовляють повсякденну, а також різноманітну святкову кераміку: поливаний мальований посуд (горщики, глечики, миски, дзбанки, куманці, барильця, баклаги) і посуд, розписаний у техніці ріжкування або фляндрівки, переважно рослинним орнаментом,   фігурний декоративний посуд скульптурного характеру зі стилізованим зображенням тварин (леви, барани, бики, коники, півні).
Особливими є вироби, зліплені із гончарних деталей та розписані чи оздоблені фактурним ліпним декором і кольоровими поливами. Найрізноманітнішими є дитячі глиняні іграшки (кізочки, рибки, круторогі баранчики, відгодовані свинки, гривасті леви, півники, коники, іграшки-пищики) та дрібна скульптура, ліплена від руки. 
Серед покладів  керамічних глин майстри використовують глину сірого кольору, яка після випалювання стає світло-жовтою. Після ліплення глина тиждень висихає в природних умовах. Потім відбувається процес випалювання, обробки глазурями чи розмальовування . Виготовляють виріб 30-40 днів. 
Опішнянський посуд вирізняється тонкостінністю, дво-трикольоровим розписом у вигляді кривулин, рисочок, крапочок, а також рослинних орнаментів – квітами, листям, ягодами, віночками. Відома місцева техніка розпису – фляндрівка. Колірна гама  орнаментів – сполучення білого, червоного, зеленого, коричневого кольорів із невеликою кількістю чорного. По-особливому розписують  іграшки:  «гілка» на спині тварини, «кривулька з накапуванням» по обох боках, а також «сонце» на грудях тварин. Такий розпис – візитівка місцевої іграшки.
Опішнянський розпис – це здебільшого контурний рослинний орнамент: квіти, ґрона, колоски, гілки у вигляді букетів і віночків. Розпис виконують ангобом, а потім виріб покривається поливою. Традиційна опішнянська кераміка часто була нефарбована або в натуральних тонах глини.
Почалася опішнянська кераміка з майстрів Федора Чирвенка, Івана Гончаря, Івана Гладиревського, Юхима Резника.  Сучасні  відомі гончарі – Михайло Китриш, Василь Омеляненко, династія Пошивайлів.

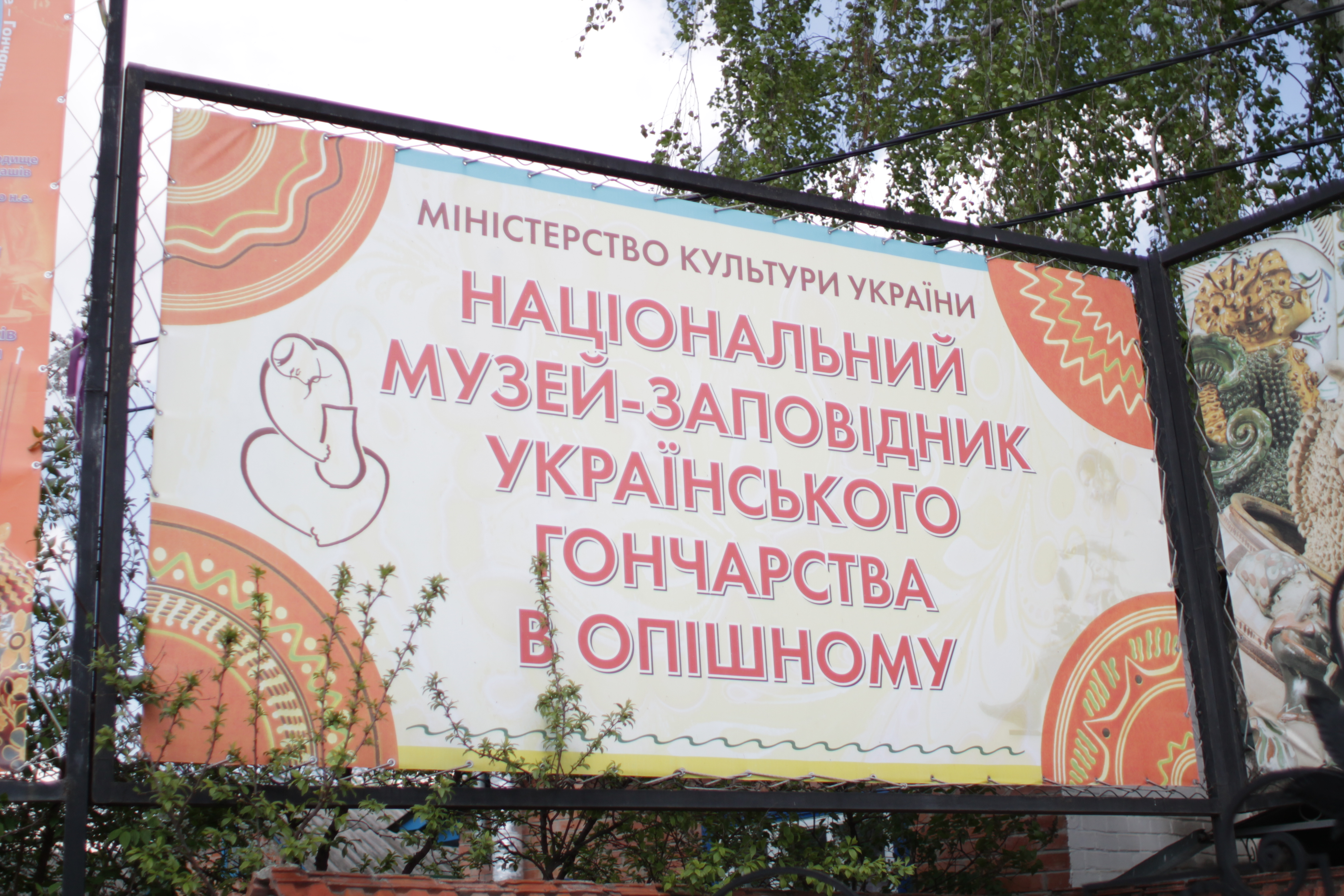
Опішня. Національний музей-заповідник українського гончарства

В Опішному знаходиться найбільший музей гончарства в Україні.  Заснований музей у 1986 році,  з 2001-го – це Національний музей-заповідник українського гончарства. У його складі працюють Інститут керамології, Центр дослідження українського гончарства, Національний архів українського гончарства, гончарська книгозбірня України, меморіальні садиби майстрів О. Селюченко та Пошивайлів, державна спеціалізована художня школа-інтернат «Колегіум мистецтв у Опішному». На подвір’ї музею побудовано гончарський етнопарк –  галерея монументальної й садово-паркової глиняної скульптури. Їхні автори – митці з різних міст України, переможці всеукраїнських гончарських  фестивалів, що проводяться в Опішному. 
У  2018 році опішнянську кераміку  включено до Національного переліку елементів нематеріальної культурної спадщини.

## Галерея

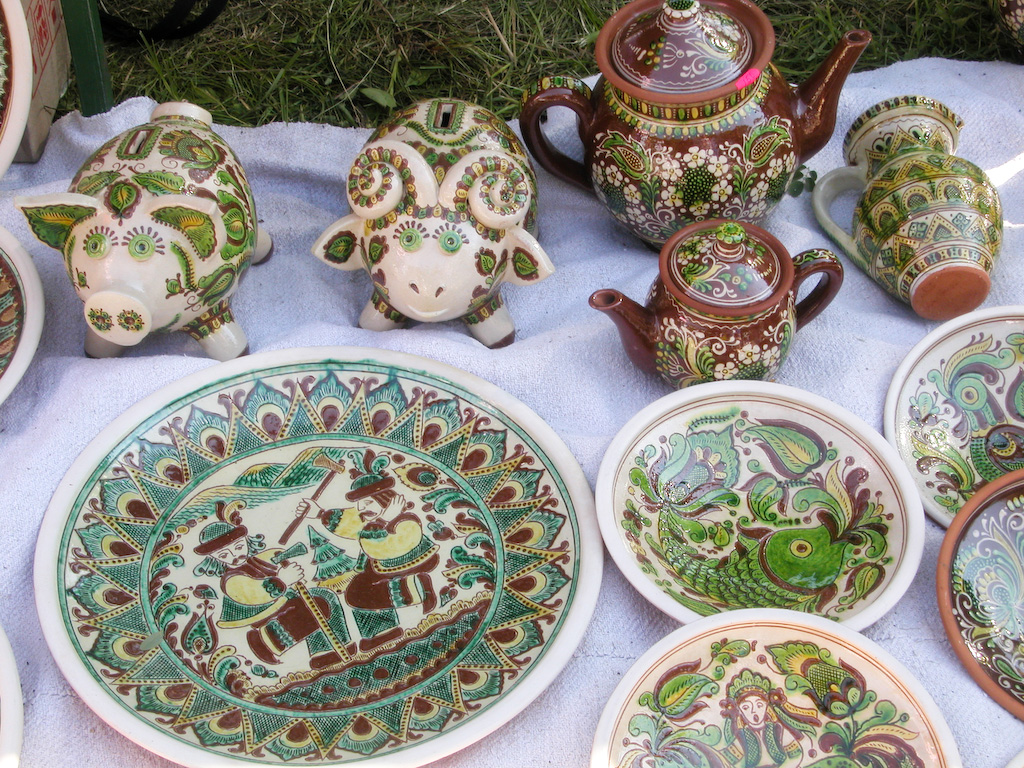
Косівська кераміка. Країна мрій. Київ. Україна
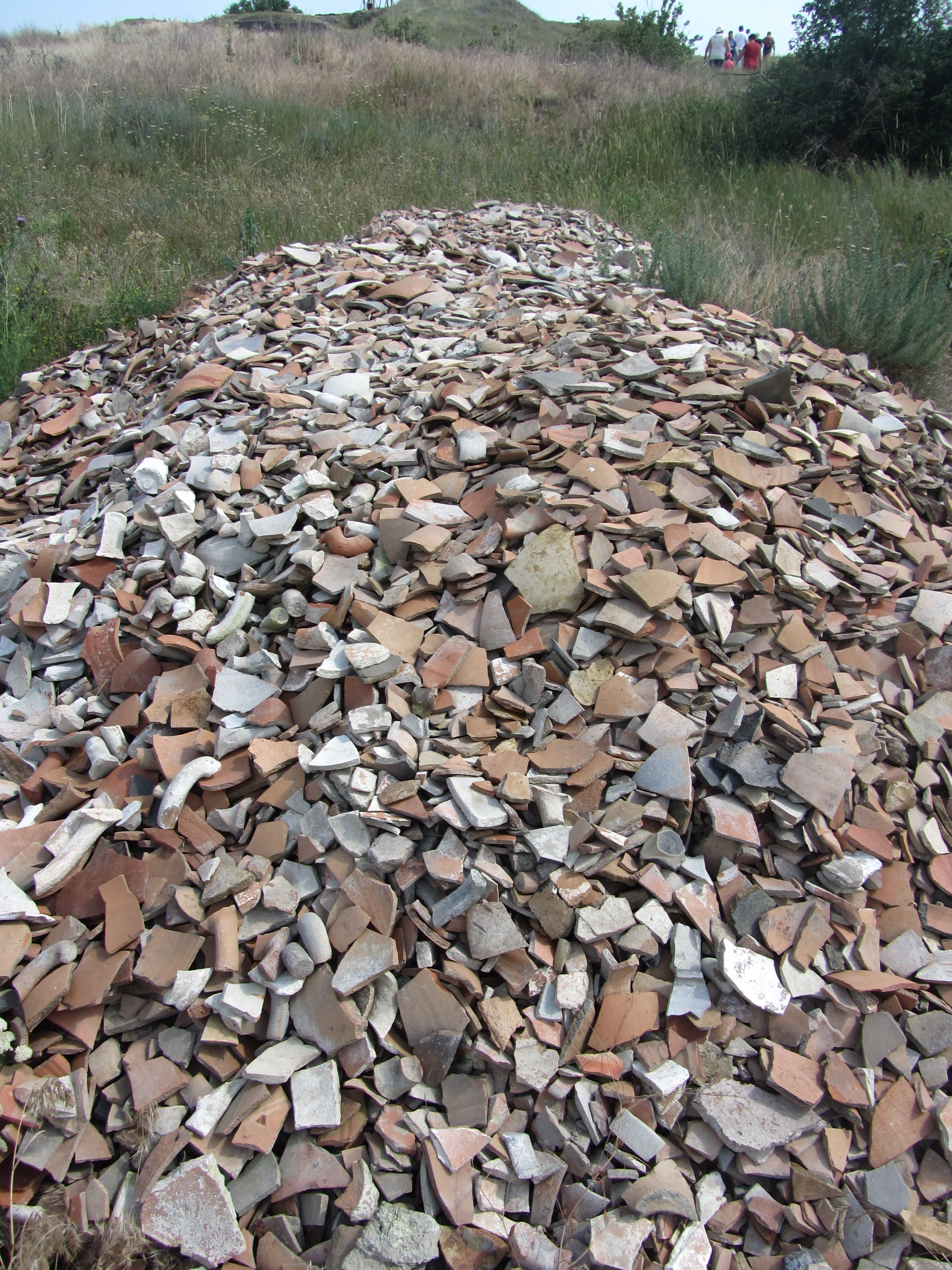
Давньогрецька кераміка на о-ві Березань. Україна
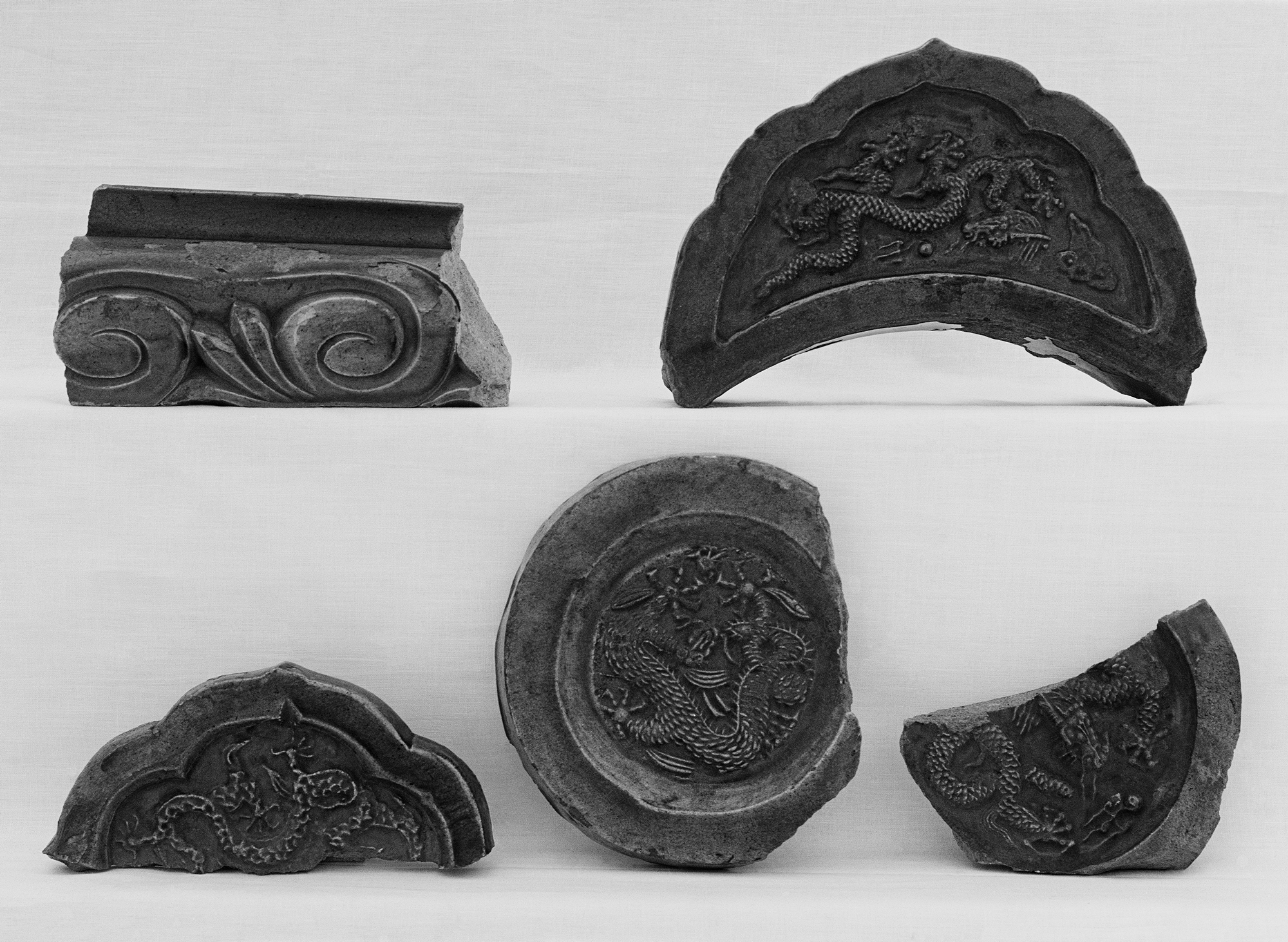
Кераміка. Кахельна плитка; Китай
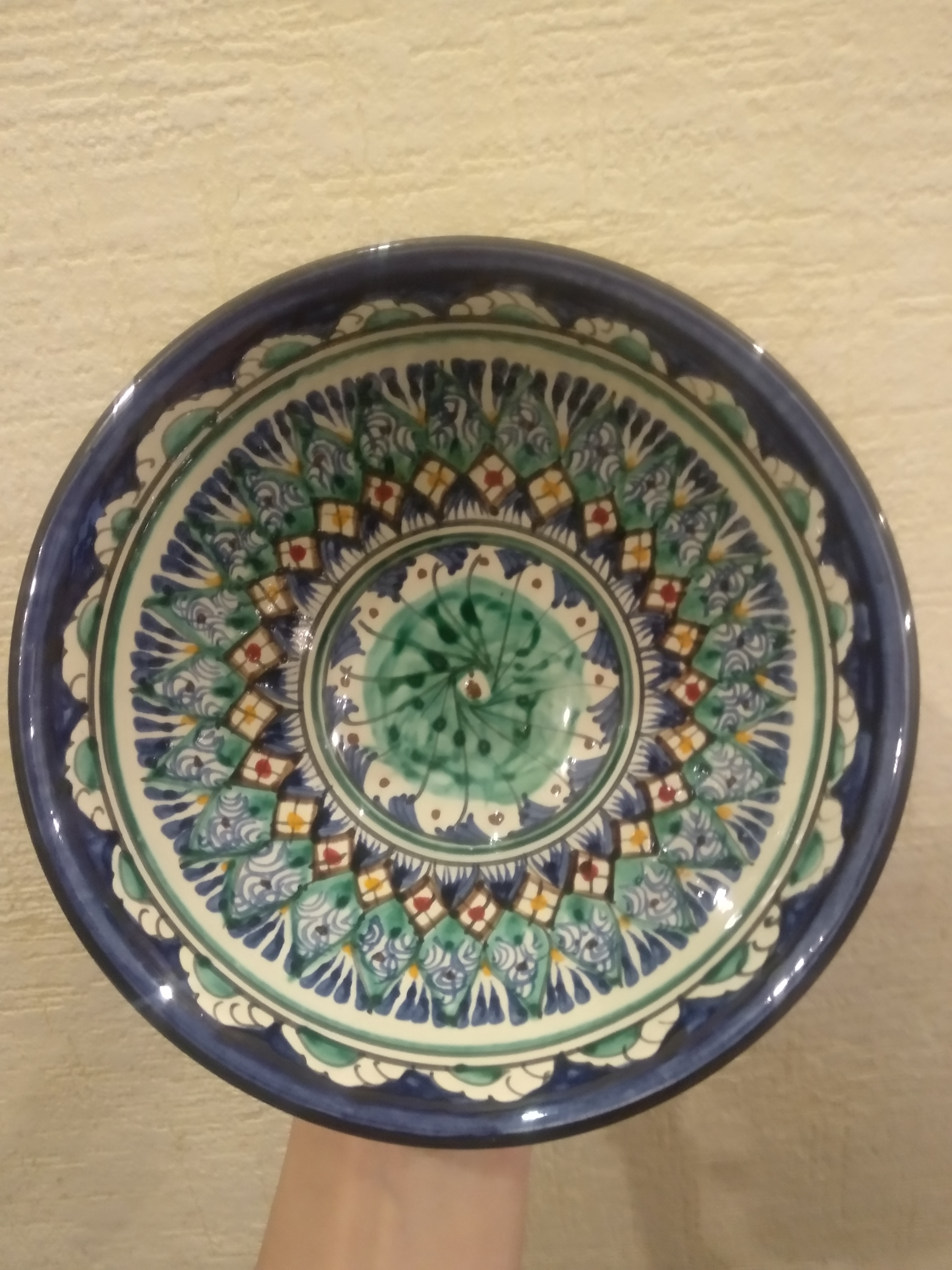
Риштанська кераміка. Коса. Узбекистан

## Див.також
- Художній розпис